# گمینا لینگوو
گمینا لینگوو (به لهستانی:  Gmina Liniewo) یک گمینا در لهستان است که در شهرستان کوشچژنا واقع شده‌است. گمینا لینگوو ۱۱۰٫۰۷ کیلومتر مربع مساحت و ۴٬۵۶۱ نفر جمعیت دارد.